# اندیس آنومالی شمال باغجر
آنومالی شمال باغجر یک اندیس فلزی است که در حوالی شهر سبزوار استان خراسان رضوی قرار دارد و مادهٔ معدنی موجود در آن، طلا است.سنگ میزبان این اندیس سرپانتینیت و آمبر است و دیرینگی آن به دوران ائوسن می‌رسد. در این اندیس، پاراژنز‌های طلا و نقره یافت می‌شوند.